# Aline de Lima
Aline de Lima, née le 23 octobre 1978 à Caxias, est une auteur-compositrice-interprète brésilienne.

## Biographie
Chanteuse, auteur-compositeur brésilienne, elle a enregistré trois albums en France, dont deux chez le label Naïve.

## Discographie
- Açaí  (2008, Naïve Records)
- Arrebol (2006, Naïve Records)
- Maritima (2011)[2],[3]